# XO-2N b
XO-2N b è un pianeta extrasolare orbitante intorno alla stella XO-2N, nota anche come TYC 3413-5-1 e facente parte del sistema binario XO-2. Il pianeta, scoperto nel 2007 utilizzando il telescopio XO situato sulla sommità del vulcano Haleakalā, è situato nella costellazione della Lince a circa 149 parsec di distanza dalla Terra.  Nel 2009 si è notata una variazione nel flusso proveniente dal pianeta e si è ipotizzato che le cause di ciò siano da ricondurre a qualche sostanza presente nella parte superiore dell'atmosfera del pianeta, probabilmente vapori d'acqua.